# HorrorClix
HorrorClix ist ein Tabletop-Spiel und Ableger der erfolgreichen Superhelden-Tabletop-Spiele Marvel-, DC- und INDY-Heroclix, die ebenfalls von der Firma WizKids herausgebracht wurden. Die erste Horrorclix-Serie (Basis Set) erschien am 30. August 2006.

## Herkunft
Horrorclix kann als modernes Schachspiel mit beliebig erweiterbaren Figuren verstanden werden. Dargestellt sind die bekannten und weniger bekannten Monster, Vampire, Werwölfe aus Romanen und Filmen. Bei Horrorclix handelt es sich um eine Weiterentwicklung und (technische) Vereinfachung des Tabletop-Spielprinzips.
Table-Top (zu dt. ‚auf-dem-Tisch’) entstand aus der militärischen Tradition heraus, Miniatureinheiten auf einem detailgetreu nachgebildeten Modell des Schlachtfelds zu verschieben, die die eigenen Truppen symbolisierten, einerseits um Strategien zu entwickeln, andererseits auch um diese dann dem jeweiligen Herrscher verständlich zu machen. Diese Tradition setzte sich bis nach dem Zweiten Weltkrieg fort, wobei heutzutage riesige Displays, auf denen sich die Einheiten als digitale Punkte bewegen, diese Aufgabe übernommen haben.

## Vergangenheit
Tabletop-Spiele wurden bereits gespielt als es die ersten Zinnsoldaten gab und auch heute noch werden glorreiche Schlachten mit tausenden detailgetreu bemalter Einheiten über Tage und Wochen gespielt. Man vergleiche dazu beispielsweise die Nachstellung der Schlacht um Alamo, die sich in der Star Trek Serie ‚Deep Space Nine’ zwischen O’Brian und Bashir über mehrere Folgen zieht. Beim Spiel mit Zinnsoldaten, und auch bei moderneren Plastikvarianten wie Warhammer oder Warhammer 40,000, mussten alle Figuren zunächst detailgetreu selbst bemalt, bei Warhammer sogar je nach Größe montiert werden. Die Abstände zwischen den Einheiten wurden mit Zollstöcken gemessen, jede Einheit hatte ihre eigene Wertetabelle, die ihre Bewegungsraten, Angriffsstärken, Verteidigungskapazitäten und Durchschlagskraft in verschiedenen Stadien des Kampfes repräsentierten. Wurde eine Einheit getroffen, war sie natürlich dezimiert und dementsprechend geschwächt, d. h. man musste nun irgendwie markieren, welche Werte aktuell für welche Figur galten, was sich mit steigender Größe der Armee als komplizierte Angelegenheit erwies.

## Gegenwart und Zukunft
Horrorclix dagegen zeichnet sich in seiner technischen Vereinfachung vor allem durch die Klickscheibe aus, die als Sockel für die Figur dient. Auf ihr verzeichnet sind Seriennummer, Gesamtstärke/Punktwert, Serienzugehörigkeit, evtl. Teamzugehörigkeit falls vorhanden und die Fernkampfreichweite, die sich nie ändert. Durch ein L-förmiges Fenster auf der Klickscheibe, kann man die Werte für Angriff, Bewegung, Verteidigung und Schaden ablesen, durch Klicken im Uhrzeigersinn, ändern sich die Werte. Gespielt wird auf einem schachähnlichen Spielfeld mit Quadraten und die einzigen Tabellen die noch benötigt werden, sind die für spezielle Kräfte (als Farben auf den verschiedenen Eigenschaften dargestellt) und Teameigenschaften, was Horrorclix nicht nur unkomplizierter als jedes Tabletop-Spiel macht, sondern zugleich auch komplexer.

## Das Spiel
Ähnlich wie Heroclix bietet Horrorclix dem Spieler die Möglichkeit, Monster zu Truppen zusammenzustellen, die verschiedene Genres umfassen können. So lässt sich leicht eine Truppe von guten oder bösen Charakteren zusammenstellen, ob Vampir, Werwolf, Zombie, Dämon, Hexen, Priester, Geisterjäger oder ähnliches.
HorrorClix verspricht den CMG(Customizable Miniatures Game)-Markt durch die Einführung neuer Spielmechaniken zu verändern. Das Spiel ist praktisch komplett mit Heroclix kompatibel. Im Gegensatz zur früheren Heroclix-Version verfügt Horrorclicks aber über einige zusätzliche Spielregeln (die übrigens jetzt bei der neuen heroclix-Serie Avengers größtenteils übernommen werden, weil sie sich so gut etabliert haben).
Es gibt nun Charakterkarten und so genannte Plot Twists, die im entscheidenden Moment noch alles ändern können, wie es in jedem guten Horrorfilm glückliche Wendungen und harmlose Spannungsmomente gibt. Dementsprechend gibt es bei HorrorClix auch eine Spannungsphase und Opfer (Victims), die es in Form von Tokens gibt (vgl. HeroClix Bystander/Object Tokens), und die einen Blutrausch auslösen können.

## Verfügbarkeit
Verkauft wird Horrorclix im deutschen Comicfachhandel in so genannten Booster Packs mit 4 oder 5 (je nach Serie) zufälligen Figuren. Diese Booster Packs enthalten Rookies (Anfänger-gelber Ring), Experienced (Erfahrener Profi-blauer Ring) und Veterans (Veteran-roter Ring), sowie in seltenen Fällen eine Unique Figur (Einzigartig-silberner Ring), die es nicht wie alle anderen Figuren in gelb/blau/rot, sondern nur mit silbernem Ring gibt und die dementsprechend selten sind. Im Normalfall nicht im regulären Handel erhältlich sind Promo-Figuren, die einen goldenen Ring haben. Promos werden auch als LE (limited edition) bezeichnet bzw. je nach Seltenheitswert LE3 (Level3), LE4 (Level4), LE5 (Level5) oder LE6 (Level6).

## Besonderes zu den Figuren
Bereits erschienen sind die aus den Kinofilmen bekannten Aliens (HR-Giger-Kreation, verfilmt mit Sigourney Weaver), Predatoren (verfilmt mit Arnold Schwarzenegger bzw. Danny Glover), Nosferatu (Dracula-Verfilmung mit Max Schreck), der Headless Horseman aus Sleepy Hollow (verfilmt mit Johnny Depp) und Jason Voorhees (aus der Reihe Freitag der 13.). Da die Figuren kompatibel mit den Schwesterserien Marvel-, DC- und INDY-Heroclix sind, lassen sich so neben klassischen Monster-, Vampir- oder Werwolfjagden ebenso Superheldenkämpfe mit bekannten Charakteren wie Spider-Man, Batman, Hellboy, Punisher, Daredevil, Hulk, Superman oder auch Blade in die Schlacht schicken. Es werden diversen Spielfiguren verschiedene Charakterfähigkeiten zugeordnet, genau wie die Superhelden bei Heroclix auch über ihre diversen Superkräfte verfügen. Vampire haben zum Beispiel Superstärke, Jack the Ripper hat die Fähigkeit der Tarnung oder Dr. Jeckyll verwandelt sich in Mr. Hyde. Neben Werwölfen, Vampiren und verrückten Wissenschaftlern finden sich auch Magier und der Große Cthulhu, eine weitere Horrorfigur aus der klassischen Literatur. Alle Spielfiguren sind schon vorab modelliert und bemalt. Vertrieben wird das Spiel im Comicfachhandel in sogenannten Boostern. Ein Booster enthält je nach Serie 4–5 Figuren, die man jedoch erst beim Auspacken erkennt (ähnlich dem Ü-Ei Prinzip). Durch Tauschen kann man dann seine jeweilige Sammlung komplettieren, denn es gibt auch entsprechend selten verteilte Figuren. Zum Start von Horrorclix erschienen beispielsweise in der Schwesterserie Marvel Heroclix Supernova vier Crossover-Figuren, die für beide Spielsysteme konzipiert waren. Spider-Man, Hulk, Colonel America und Wolverine als Zombies (aus der entsprechenden Marvel Comic-Saga) sind jedoch dermaßen selten, dass sie mit je zwischen 80 und 250 Euro auf dem Tauschmarkt gehandelt werden. Horrorclix-Figuren haben zusätzlich Charakterkarten, die bei Heroclix jetzt gerade eingeführt werden – und das weil sie sich bei Horrorclix bereits innerhalb eines knappen Jahres etabliert hatten. Überhaupt startete Horrorclix, im Gegensatz zu dem völlig untergegangene inkompatiblen Heroclix-Ableger Sportsclix, sehr stark mit 4 Sets (je 7 Figuren) und 3 Serien (je 96 Figuren plus etwa 10 Limited editions) sowie einer bereits für September angekündigten weiteren Serie.

## Sets
- Horrorclix Basis Set (96 Figuren + Limited Editions) mit Starter (6 exklusive Figuren)
- Horrorclix The Lab (96 Figuren + LEs)
- Horrorclix Freakshow (96 Figuren + LEs)    [seit Mai 2007]
- Horrorclix Nightmares (96 Figuren + LEs)     [seit Oktober 2007]
- Heroclix/Horrorclix Hellboy B.P.R.D. Set (7 Figuren)
- AvP Alien Set (7 Figuren)
- AvP Alien Queen Set (3 Figuren)
- AvP Predator Set (7 Figuren)